# Pax Romana

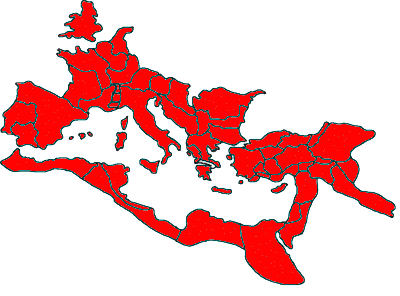
Geltungsbereich der Pax Romana – Das Römische Reich zur Zeit seiner größten Ausdehnung unter Kaiser Trajan 117

Die Pax Romana („Römischer Frieden“) oder Pax Augusta (lateinisch für „Frieden des Augustus“) bezeichnet eine etwa 200–250 Jahre lange Periode des Römischen Reichs, die trotz einzelner Aufstände und kurzer Bürgerkriege insgesamt von innerem Frieden und Stabilität geprägt war. Als Garanten des inneren Friedens fungierten die Kaiser (Augusti). Diese Phase begann 27 v. Chr. mit dem Ende der römischen Bürgerkriege und der res publica libera unter dem ersten römischen Kaiser Augustus, der eine faktische Alleinherrschaft (Prinzipat) begründete, und endete, je nach Sichtweise, 192 n. Chr. mit dem Tod des Kaisers Commodus oder 235 n. Chr. mit dem Ende der severischen Dynastie. Das Schlagwort der Pax Romana oder, häufiger, Pax Augusta, meinte dabei stets vor allem inneren Frieden, also die Abwesenheit von Bürgerkrieg.

## Befriedung durch Augustus
Im Vergleich zum vorangegangenen Jahrhundert, als die Römische Republik in langen Bürgerkriegen untergegangen war, während im Osten die einstige Ordnung der hellenistischen Welt zerbrach, und im Unterschied zur Herrschaft vieler später Kaiser brachte das frühe Prinzipat Rom, Italien und den meisten Provinzen tatsächlich eine lange währende Zeit von innerem Frieden, Stabilität, Sicherheit und Wohlstand. Nach den Verheerungen der Bürgerkriege blühte die Wirtschaft ebenso auf wie Kunst und Kultur. Die Zeit brachte Dichter wie Vergil, Horaz, Ovid und Properz, Geschichtsschreiber wie Titus Livius oder Architekten wie Vitruv hervor.
Rom wandelte sich, wie Augustus meinte, von einer Stadt aus Ziegeln in eine Stadt aus Marmor. Beeindruckende architektonische Zeugnisse dieser Zeit haben sich bis heute erhalten, etwa das Marcellustheater, das von Agrippa erbaute und unter Kaiser Hadrian erneuerte Pantheon und nicht zuletzt Augustus’ Mausoleum und die Ara Pacis, der Friedensaltar aus dem Jahre 9 v. Chr., der auf einem Relief eine Prozession der kaiserlichen Familie zeigt und den Wohlstand des befriedeten Imperiums feiern soll.

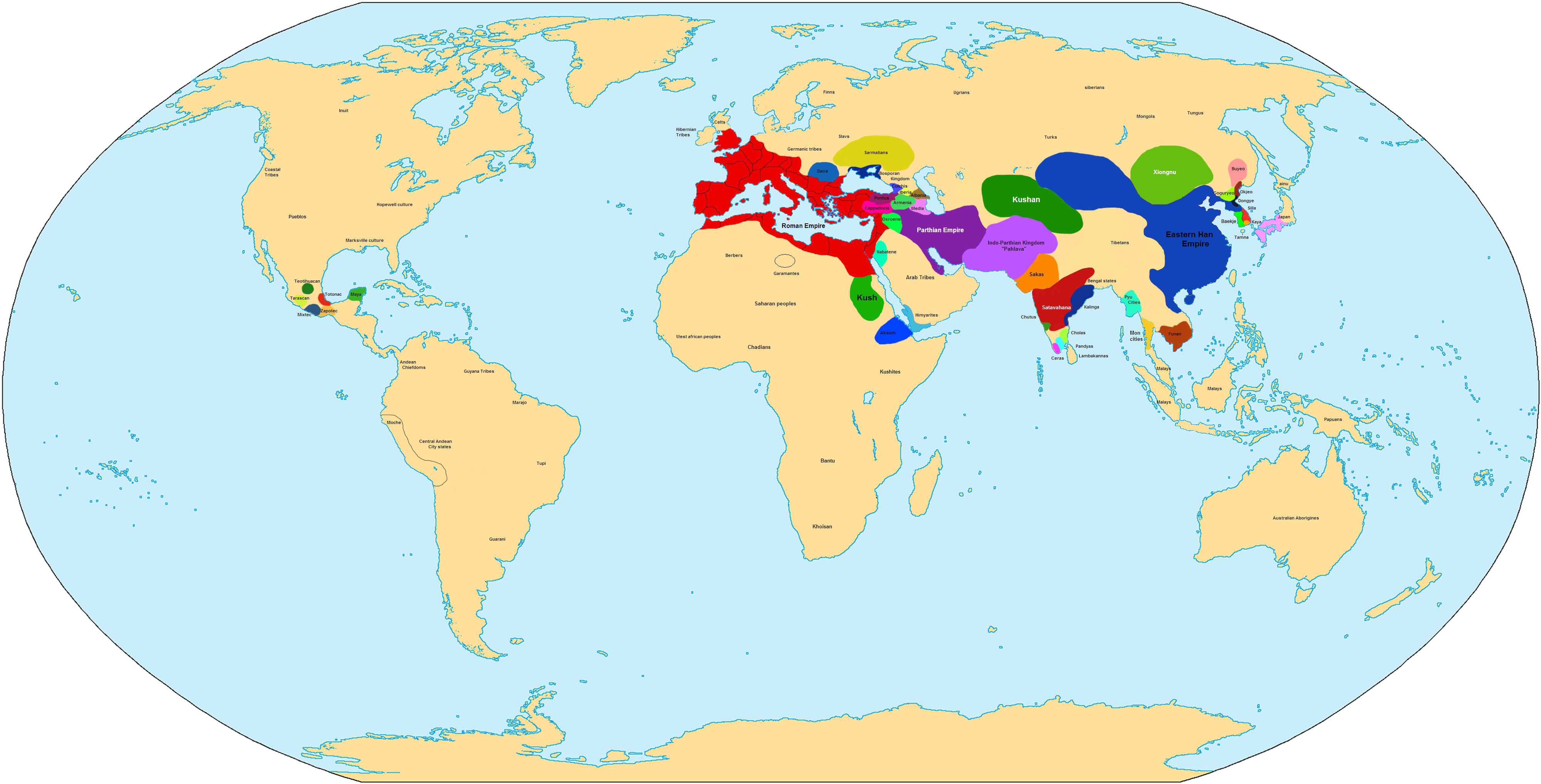
Die globale Situation während der Pax Augusta um das Jahr 50 n. Chr.

Mit dem inneren Frieden kontrastierte aber spätestens seit dem Jahr 16 v. Chr. die Serie von Kriegen, die an den Grenzen geführt wurden. Das Reich expandierte unter Augustus in einem Maß wie nie zuvor und nie wieder danach. Neben dem reichen Ägypten und Galatia wurden ihm Provinzen an Rhein und Donau hinzugefügt, deren Eroberung nur mit der Galliens durch Julius Caesar vergleichbar war. Krieg gegen äußere Feinde wurde nicht als Widerspruch zur Pax Augusta betrachtet. Deshalb konnte sich Augustus, unter dem das Imperium sehr umfassende Eroberungskriege führte, dennoch als Friedenskaiser feiern lassen.

## Innerer Frieden als Legitimation der Kaiser
Denn von Krieg war im Inneren des Reichs und der Provinzen nach dem Jahr 31 v. Chr. nur noch wenig zu spüren. Frieden und Wohlstand nahmen deshalb auch schon die Zeitgenossen als prägendes Kennzeichen der Epoche wahr. Dies war der Grund, warum sie sich mit der Einführung der Monarchie und dem Ende der Republik abfanden: Der Verlust an Freiheit war der Preis für die Befriedung des Imperiums. Umgekehrt bedeutete dies, dass die Legitimität der kaiserlichen Herrschaft wesentlich davon abhing, dass die Augusti das Versprechen, im Reich für Ruhe und Sicherheit zu sorgen, tatsächlich einlösten.
Es kam zu einer Stabilisierung des Staates: Das Imperium sah sich zwar an seinen Grenzen auch weiterhin äußeren Gegnern ausgesetzt, wie den Germanen an Rhein und Donau sowie den Parthern im Osten, und Kaiser wie Trajan führten offensive Eroberungskriege; im befriedeten Inneren blühte jedoch das kulturelle und wirtschaftliche Leben, wobei die Bevölkerung weitgehend von den äußeren Gefahren abgeschottet war. Viele Städte besaßen keine Mauern mehr. Erst nach dem Tod Mark Aurels und verstärkt dann in der Zeit der sogenannten Reichskrise des 3. Jahrhunderts brachen wiederholt Gruppen von plündernden Feinden in das Reich ein, während zugleich die innere Stabilität schwand und nun immer wieder Bürgerkrieg ausbrach. In der Spätantike gelang nur teilweise eine Stabilisierung, bevor das Westreich im 5. Jahrhundert nach endlosen inneren und äußeren Kriegen kollabierte.
Auf Münzen wurde die Pax Augusta als Fundament kaiserlicher Legitimität noch bis in die spätrömische Zeit propagiert. Auf den Rückseiten von Münzen wird häufig die Göttin Pax mit der abgekürzten Umschrift PAX AVG gezeigt. Soweit sich die Abkürzung PAX AVGG findet, soll damit der durch zwei gleichzeitig regierende Kaiser gesicherte Friede angezeigt werden. Bei der Abkürzung PAX AVGG ET CAESS sind die beiden Seniorkaiser und ihre Cäsaren als Juniorkaiser zur Zeit der Tetrarchie gemeint. Selten findet sich auch die Abkürzung AVGGGG für die vier Tetrarchen.

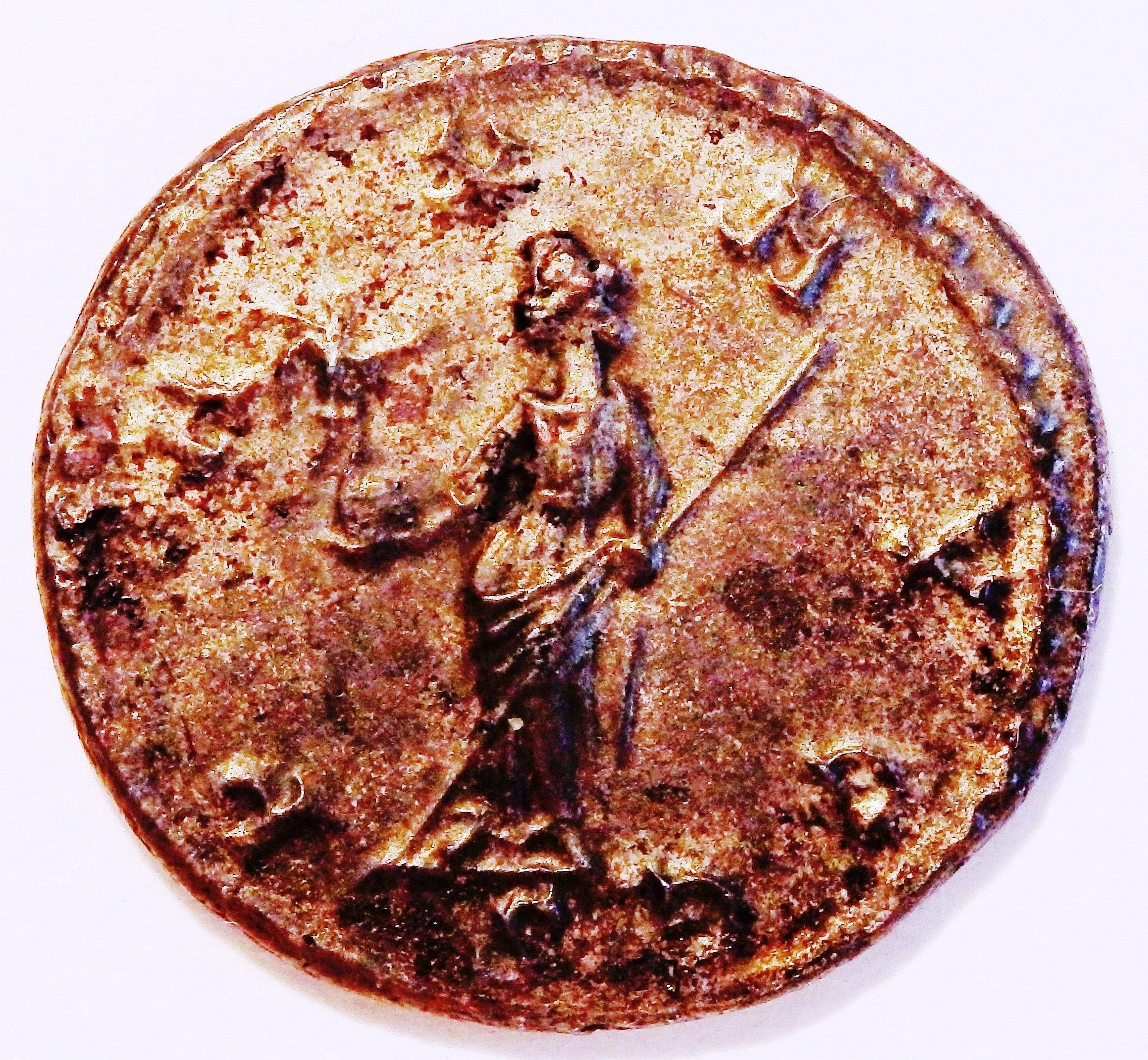
PAX AVGG mit der Göttin Pax, auf Antoninian des Kaisers Maximianus um 300 n. Chr. (Kampmann 120.41)